# 2026-os labdarúgó-világbajnokság-selejtező (AFC – 1. forduló)
A 2026-os labdarúgó-világbajnokság ázsiai selejtezőjének 1. fordulójának – ami egyben a 2027-es Ázsia-kupa selejtezője is – mérkőzéseit 2023. október 12. és 17. között játszották le.

## Formátum
Húsz csapat vett részt az első fordulóban, a tíz párosítás győztese jutott tovább a második fordulóba.

## Kiemelés
| A kalap | B kalap |
| --- | --- |
| 1. Hongkong (149.) 2. Indonézia (150.) 3. Tajvan (153.) 4. Maldív-szigetek (155.) 5. Jemen (156.) 6. Afganisztán (157.) 7. Szingapúr (158.) 8. Mianmar (160.) 9. Nepál (175.) 10. Kambodzsa (176.) | 1. Makaó (182.) 2. Mongólia (183.) 3. Bhután (185.) 4. Laosz (187.) 5. Banglades (189.) 6. Brunei (190.) 7. Kelet-Timor (192.) 8. Pakisztán (201.) 9. Guam (203.) 10. Srí Lanka (207.) |

## Párosítások
| 1. csapat       | Össz.Tooltip Aggregate score | 2. csapat   | 1. mérk. | 2. mérk. |
| --------------- | ---------------------------- | ----------- | -------- | -------- |
| Afganisztán     | 2–0                          | Mongólia    | 1–0      | 1–0      |
| Maldív-szigetek | 2–3                          | Banglades   | 1–1      | 1–2      |
| Szingapúr       | 3–1                          | Guam        | 2–1      | 1–0      |
| Jemen           | 4–1                          | Srí Lanka   | 3–0      | 1–1      |
| Mianmar         | 5–1                          | Makaó       | 5–1      | 0–0      |
| Kambodzsa       | 0–1                          | Pakisztán   | 0–0      | 0–1      |
| Tajvan          | 7–0                          | Kelet-Timor | 4–0      | 3–0      |
| Indonézia       | 12–0                         | Brunei      | 6–0      | 6–0      |
| Hongkong        | 4–2                          | Bhután      | 4–0      | 0–2      |
| Nepál           | 2–1                          | Laosz       | 1–1      | 1–0      |

## Mérkőzések
| 2023. október 12. 19:00 (UTC+05:00) |

| Afganisztán | 1–0               | Mongólia |
| ----------- | ----------------- | -------- |
| Sarzah 60'  | (0–0) Jegyzőkönyv |          |

| Pamir Stadion, Dusanbe Játékvezető: Kászím el-Hátmí (ománi) |

| 2023. október 17. 15:00 (UTC+08:00) |

| Mongólia | 0–1               | Afganisztán |
| -------- | ----------------- | ----------- |
|          | (0–0) Jegyzőkönyv | Nór 72'     |

| MFF Football Centre, Ulánbátor Játékvezető: Hasszán Akrami (iráni) |

| 2023. október 12. 16:00 (UTC+05:00) |

| Maldív-szigetek | 1–1               | Banglades  |
| --------------- | ----------------- | ---------- |
| Nazím 87'       | (0–0) Jegyzőkönyv | Saad 90+2' |

| Nemzeti Stadion, Malé Játékvezető: Vahíd Kázemí (iráni) |

| 2023. október 17. 17:45 (UTC+06:00) |

| Banglades           | 2–1               | Maldív-szigetek |
| ------------------- | ----------------- | --------------- |
| Rakib 11' Fahim 46' | (1–1) Jegyzőkönyv | Ibrahím 36'     |

| Bashundhara Kings Arena, Dakka Játékvezető: Ammár Mahfúd (bahreini) |

| 2023. október 12. 19:30 (UTC+08:00) |

| Szingapúr                       | 2–1               | Guam         |
| ------------------------------- | ----------------- | ------------ |
| van Huizen 35' Jacob Mahler 41' | (2–0) Jegyzőkönyv | Cunliffe 90' |

| Bishan Stadion, Szingapúr Játékvezető: Mohammad Gabajín (jordán) |

| 2023. október 17. 14:45 (UTC+10:00) |

| Guam | 0–1               | Szingapúr  |
| ---- | ----------------- | ---------- |
|      | (0–0) Jegyzőkönyv | Shawal 81' |

| GFA National Training Center, Dededo |

| 2023. október 12. |

| Jemen                                   | 3–0               | Srí Lanka |
| --------------------------------------- | ----------------- | --------- |
| Maher 33' el-Gavásí 67' el-Matarí 90+3' | (1–0) Jegyzőkönyv |           |

| Damak Club Stadion, Szaúd-Arábia Játékvezető: Nasrullo Kabirov (tádzsik) |

| 2023. október 17. 15:00 (UTC+05:30) |

| Srí Lanka      | 1–1               | Jemen        |
| -------------- | ----------------- | ------------ |
| Rathnayake 89' | (0–1) Jegyzőkönyv | el-Matarí 4' |

| Colombo Racecourse, Colombo Játékvezető: Clifford Daypuyat (fülöp-szigeteki) |

| 2023. október 12. 16:00 (UTC+06:30) |

| Mianmar                                                                          | 5–1               | Makaó      |
| -------------------------------------------------------------------------------- | ----------------- | ---------- |
| Lwin Moe Aung 39' 90+5' Soe Moe Kyaw 62' Aung Kaung Mann 81' Nay Moe Naing 90+1' | (1–0) Jegyzőkönyv | Torrão 56' |

| Thuwunna Stadion, Jangon Játékvezető: Pranjal Banerjee (indiai) |

| 2023. október 17. 17:30 (UTC+08:00) |

| Makaó | 0–0         | Mianmar |
| ----- | ----------- | ------- |
|       | Jegyzőkönyv |         |

| Estádio Campo Desportivo, Taipa Játékvezető: Szálím el-Madzsaráfí (szíriai) |

| 2023. október 12. 19:00 (UTC+07:00) |

| Kambodzsa | 0–0         | Pakisztán |
| --------- | ----------- | --------- |
|           | Jegyzőkönyv |           |

| Olimpiai Stadion, Phnompen Játékvezető: Bará Aísa (palesztin) |

| 2023. október 17. 16:00 (UTC+05:00) |

| Pakisztán | 1–0               | Kambodzsa |
| --------- | ----------------- | --------- |
| Hamid 68' | (0–0) Jegyzőkönyv |           |

| Jinnah Sportstadion, Iszlámábád Játékvezető: Ferasz Tavíl (szíriai) |

| 2023. október 12. 19:00 (UTC+08:00) |

| Tajvan                       | 4–0               | Kelet-Timor |
| ---------------------------- | ----------------- | ----------- |
| Ju J. 4' 60' Csen 57' Ko 88' | (1–0) Jegyzőkönyv |             |

| Nemzeti Stadion, Kaohsziung Játékvezető: Iszmáíl Habib Alí (bahreini) |

| 2023. október 17. 20:15 (UTC+08:00) |

| Kelet-Timor | 0–3               | Tajvan                       |
| ----------- | ----------------- | ---------------------------- |
|             | (0–3) Jegyzőkönyv | Ju Cs. 18' Vu 21' Kouamé 24' |

| Nemzeti Stadion, Kaohsziung Játékvezető: Tejas Nagvenkar (indiai) |

| 2023. október 12. 19:00 (UTC+07:00) |

| Indonézia                                                | 6–0               | Brunei |
| -------------------------------------------------------- | ----------------- | ------ |
| Drajad 7' 72' 90+2' Ridho 12' Sananta 63' (11-esből) 67' | (2–0) Jegyzőkönyv |        |

| Gelora Bung Karno Stadion, Jakarta Játékvezető: Bidzsán Hejdarí (iráni) |

| 2023. október 17. 20:15 (UTC+08:00) |

| Brunei | 0–6               | Indonézia                                                       |
| ------ | ----------------- | --------------------------------------------------------------- |
|        | (0–3) Jegyzőkönyv | Hokky 6' 44' Egy 42' Witan 47' (11-esből) Ridho 64' Sananta 82' |

| Nemzeti Stadion, Bandar Seri Begawan Játékvezető: Ahmed el-Álí (jordán) |

| 2023. október 12. 20:00 (UTC+08:00) |

| Hongkong                                      | 4–0               | Bhután |
| --------------------------------------------- | ----------------- | ------ |
| Udebuluzor 10' 16' Csan 28' Norbu 35' (öngól) | (4–0) Jegyzőkönyv |        |

| Hongkong Stadion, Hongkong Játékvezető: Razlan Joffri Ali (maláj) |

| 2023. október 17. 18:00 (UTC+06:00) |

| Bhután                    | 2–0               | Hongkong |
| ------------------------- | ----------------- | -------- |
| Gyeltshen 28' Chogyal 47' | (1–0) Jegyzőkönyv |          |

| Changlimithang Stadion, Timpu Játékvezető: Thoriq Alkatiri (indonéz) |

| 2023. október 12. 17:00 (UTC+05:45) |

| Nepál     | 1–1               | Laosz        |
| --------- | ----------------- | ------------ |
| Bista 48' | (0–1) Jegyzőkönyv | Bounkong 33' |

| Dasharath Rangasala, Katmandu Játékvezető: Nivon Robesh Gamini (Srí Lanka-i) |

| 2023. október 17. 19:00 (UTC+07:00) |

| Laosz | 0–1               | Nepál     |
| ----- | ----------------- | --------- |
|       | (0–0) Jegyzőkönyv | Dangi 53' |

| Új Nemzeti Stadion, Vientián Játékvezető: Ali Reda (libanoni) |